# Tussmöteparken

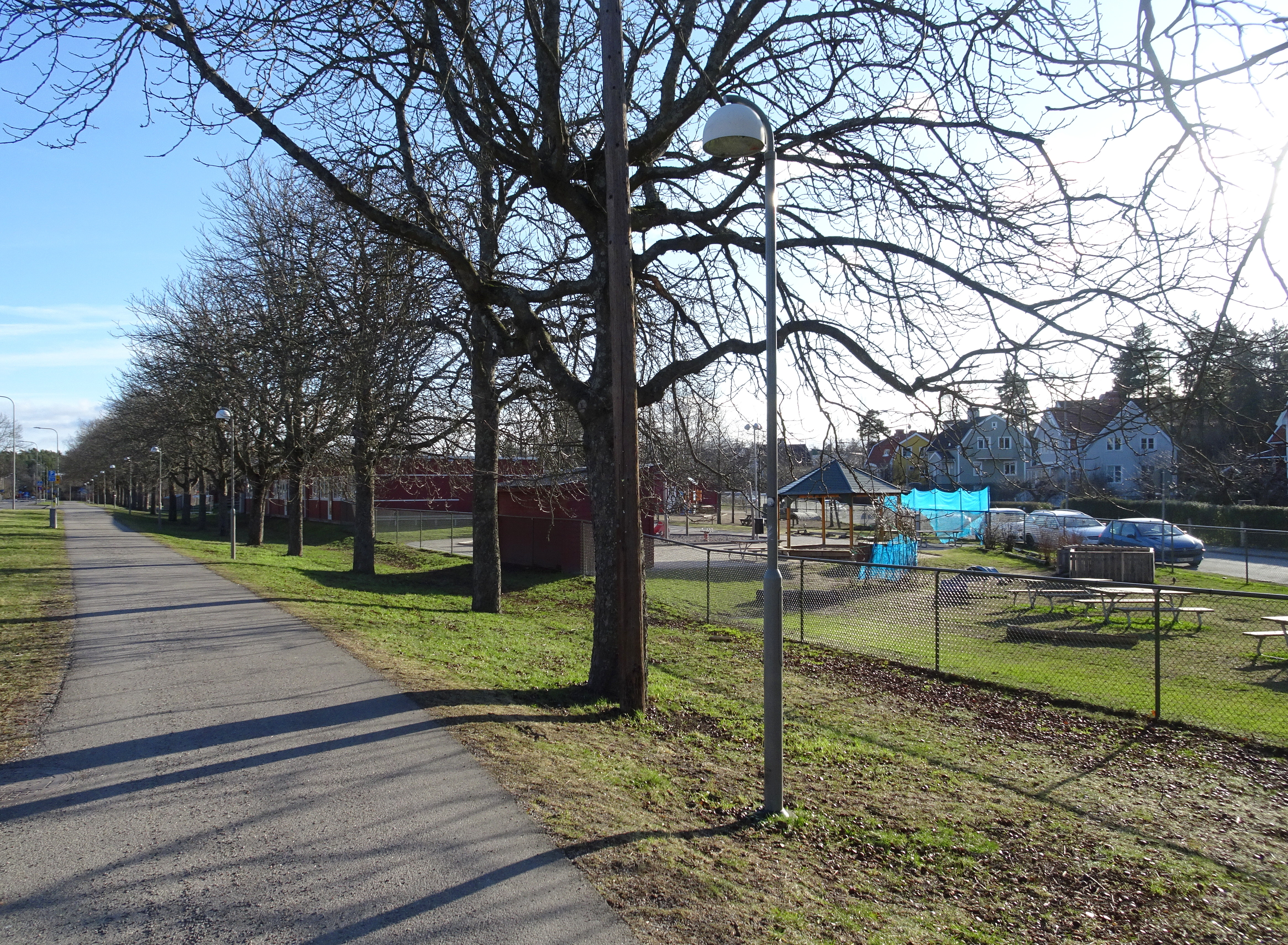
Tussmöteparken sedd norrifrån.

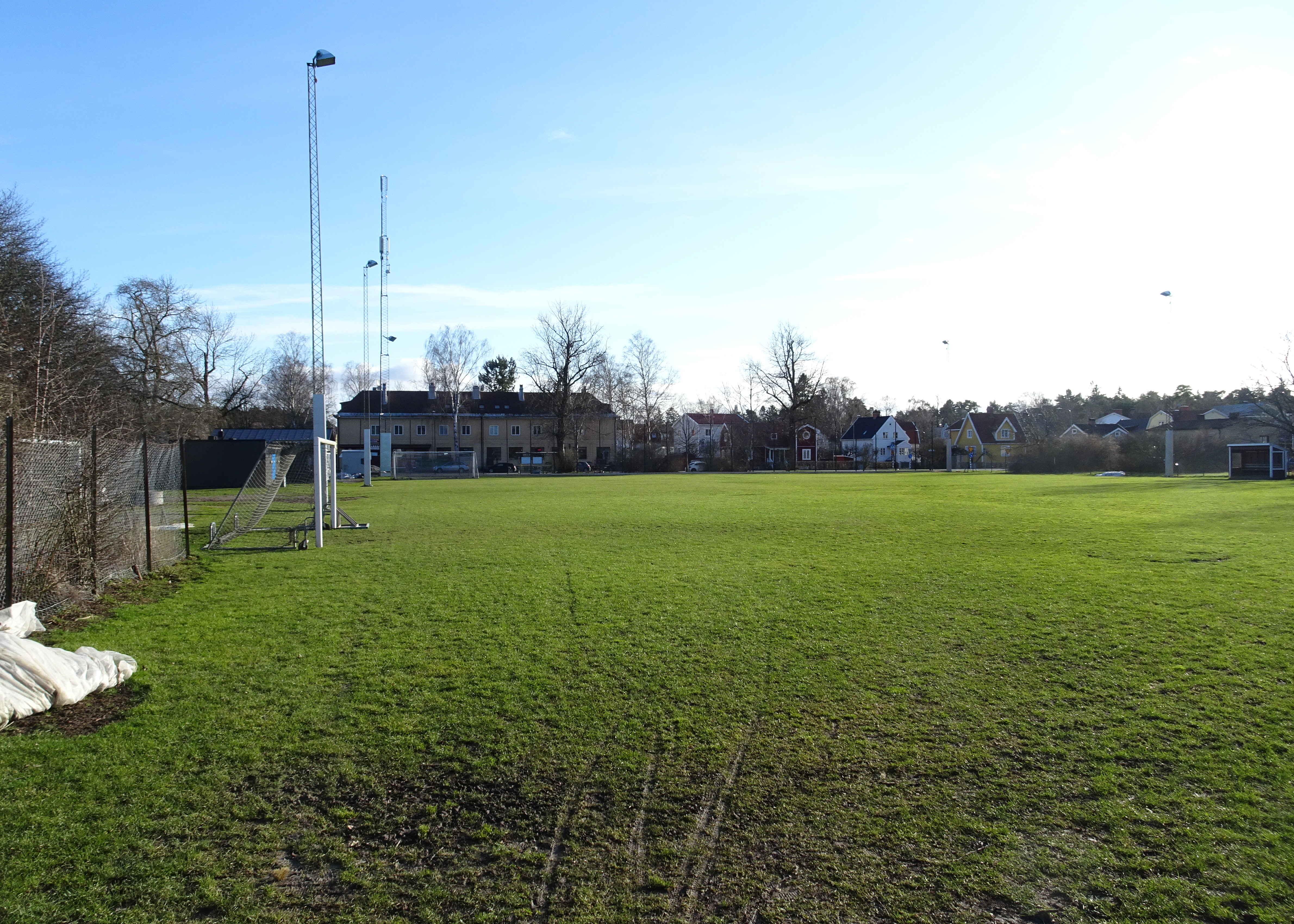
Tussmöteparkens bollplan.

Tussmöteparken är en park mellan Tussmötevägen, Kubikenborgsvägen och Uddeholmsvägen i Stureby, södra Stockholm.

## Stadsplan
I stadsplanen från 1948, omfattande Sturebys östra del, avsattes två områden som park för de boende i Stureby: området mellan Tussmötevägen och Kubikenborgsvägen fick namnet Tussmöteparken (uppkallad efter Tussmötetorpet) och området vid Vivstavarvsvägen fick heta Vivstavarvsparken. Tussmöteparken är ett triangulärt område med parkmark i den norra delen (kvarteret Bilan) och i den södra delen planerat för idrottsändamål. Däremellan planerades en bilväg som förlängning av Avmätarvägen vilken dock aldrig byggdes (idag en promenadväg).

## Parken
Idrottsplatsen med Sturebybollplan anlades redan på 1940-talet medan norra delen förblev obebyggd fram till 1970-talet då en förskola uppfördes norr om bollplanen. 2012 beslöt Enskede-Årsta-Vantörs stadsdelsförvaltning att utöka bebyggelsen med en ny förskolepaviljong för fyra avdelningar. Paviljongen skall fungera som evakueringslokal för förskolebarnen under tiden den nya permanenta förskolan på Ramviksvägen 205 byggs. Bygget av förskolepaviljongen vållade kritik.